# Ingénieur logiciel
Un ingénieur logiciel est une personne qui applique les principes du génie logiciel pour analyser, concevoir, développer, tester, évaluer et maintenir des logiciels. 
Avant l'émergence du génie logiciel comme discipline à part entière, les concepteurs et réalisateurs de logiciels étaient désignés par « informaticien », « programmeur », « analyste-programmeur » ou encore « développeur de logiciels ». Ces termes continuent d'être utilisés sans préjuger de la mise en pratique des principes de génie logiciel ou non.

## Règlementation de la profession d'ingénieur

### Canada
Le terme d'ingénieur au Canada a une utilisation règlementée, car il oblige à avoir terminé un programme en génie accrédité et à être membre d'un ordre professionnel dans l'une des provinces canadiennes régulant la profession d'ingénieur dans son territoire. Certaines universités ayant des programmes de « génie logiciel » offert dans la faculté d'ingénierie sont donc admissibles. D'autres, offerts dans une faculté des sciences informatiques ne sont pas admissibles.
Cette distinction est en relation avec la façon dont la profession est réglementée. Un grade de « B.Ing. » doit être accrédité par le Bureau canadien d'accréditation des programmes en génie(BCAPG) et il existe des exigences particulières pour permettre aux diplômés de poursuivre une carrière en tant qu'ingénieur. Les diplômes d'informatique (B.Sc.), même incluant des spécialités en génie logiciel, ne permettent pas de répondre à ces exigences.

#### Les débuts de la profession
Au Canada, Colombie-Britannique en 1999, l'Association of Professional Engineers and Geoscientists of British Columbia(APEGBC) reconnut la discipline du génie logiciel comme une discipline d'ingénierie professionnelle) . Cela a causé certains différends entre les associations provinciales d'ingénieurs et les entreprises qui nomment leurs développeurs de logiciels des ingénieurs, même si ces développeurs n'ont pas de permis par une association d'ingénieurs. Les premiers programmes de génie logiciel ont été accrédités par le Bureau d'accréditation des Programmes de Génie en 2001pour McMaster University, University of Ottawa et University of Western Ontario. D'autres universités canadiennes ont suivi cet exemple. Ceci permis aux organismes d'attribution des permis d'ingénieur du Canada d'octroyer des licences d'exercice aux finissants de ces programmes. Avant cette date, chaque candidature devait faire l'objet d'une évaluation au cas par cas avant qu'une licence soit octroyée.

#### Situation professionnelle du génie logiciel au Québec
Au Québec, l'Ordre des ingénieurs du Québec (OIQ) souhaite régir la profession d'ingénieur. Seuls les ingénieurs inscrits au tableau de l'Ordre et titulaires d'un permis d'ingénieur peuvent utiliser le titre d'ingénieur. La loi sur les ingénieurs actuellement en vigueur (en 2011) n'encadre pas les actes réservés à la profession d'ingénieur logiciel. Le statu quo prévaut, il est donc possible d'exercer le génie logiciel au Québec. Également, plusieurs diplômés des écoles d'ingénieur dans le domaine du génie logiciel n'accordent aucune reconnaissance à l'Ordre et ne s'inscrivent donc pas au tableau. L'OIQ n'est en aucun cas en droit de privatiser l'utilisation d'une suite de mots en tant que titre professionnel puisque cela irait à l'encontre des principes fondamentaux du génie logiciel ("Libre et ouvert à tous").

### États-Unis
Le Bureau of Labor Statistics (BLS) classe les ingénieurs logiciels dans la catégorie « spécialistes de l'informatique », ensemble avec d'autres professions comme celle d'informaticien, de programmeur, d'administrateur de base de données et administrateur de réseau. Le BLS classe toutes les autres disciplines d'ingénierie, y compris les ingénieurs en matériel informatique, dans la catégorie « ingénieurs ». 
Aux États-Unis, en 1993, l'IEEE et Association for Computing Machinery(ACM) ont commencé un effort conjoint appelé JCESEP, qui a évolué en SWECC en 1998 pour développer un cadre de référence pour le génie logiciel. L'ACM a quitté le SWECC en mai 1999 en raison de son opposition à une règlementation qui limiterait l'accès à la profession du génie logiciel par le biais de licences professionnelles. Le soutien du SWECC au Texas a permis aux ingénieurs logiciels d'obtenir une licence d'exercice. ACM a statué que l'état des connaissances et des pratiques en génie logiciel était trop immature pour justifier une licence, et que les licences donneraient de fausses assurances de compétence, même si le corps de connaissances était mature dans ce domaine. L'IEEE a par contre continué à militer en faveur des licences d'exercices habituelles aux États-Unis dans les autres branche de l'ingénierie. 
Au Texas, Donald Bagert du Texas est devenu le premier professionnel ingénieur logiciel aux États-Unis au mois de septembre 1998. En mai 2002, le Texas avait délivré 44 licences professionnelles d'ingénieurs pour des ingénieurs logiciels. Rochester Institute of Technology fut la première université à accorder un diplôme de génie logiciel en 2001. D'autres universités ont emboîté ce pas.
De nombreux états règlementent l'utilisation de la dénomination d'ingénieur et limitent l'accès à la profession aux personnes agréées détenant une licence professionnelle indiquant qu'elles ont démontré un niveau de compétence minimal par le biais d'une formation en ingénierie accréditée, d'une expérience en ingénierie qualifiée et d'examens organisés par des comités d'ingénierie. En général, il est interdit dans ces états d'utiliser la qualification d'ingénieur, même pour des spécialités non couvertes par la règlementation. 
En avril 2013, le Conseil national des examinateurs pour l'ingénierie et les enquêtes (NCEES) a commencé à proposer un examen d'ingénieur logiciel développé en association avec la IEEE Computer Society. NCEES mettra fin à l'examen en avril 2019 en raison d'un manque de participation. 

### Europe
Dans 32 pays d'Europe, des ingénieurs répondant aux exigences établies par la Fédération européenne d'associations nationales d'ingénieurs peuvent obtenir la qualification professionnelle d'ingénieur européen. 

#### France
En France, le métier et la fonction d'ingénieur n'est pas règlementée. Il n'y a donc pas de condition de diplôme ni de licence professionnelle pour occuper un poste d'ingénieur logiciel. 
Cependant, le titre d'ingénieur diplômé est règlementé et conditionné par l'obtention d'un diplôme d'ingénieur reconnu par la Commission des titres d'ingénieur.

#### Islande
L'utilisation du titre tölvunarfræðingur (informaticien) est règlementé en Islande. Le titre est décerné aux personnes ayant obtenu un baccalauréat en sciences informatique d'un établissement d'enseignement supérieur reconnu. Le génie logiciel s'inscrit dans ces enseignements. La loi islandaise stipule qu'une autorisation doit être obtenue du ministre de l'Industrie avant l'utilisation du titre lorsque le diplôme a été obtenu à l'étranger.

### Nouvelle-Zélande
En Nouvelle-Zélande, l’ Institution of Professional Engineers New Zealand (IPENZ) réglemente l'exercice des ingénieurs agréés et leur octroie une licence d'exercice (CPEng). Le génie logiciel y est reconnu comme une branche légitime de l’ingénierie, et l'IPENZ agréé les ingénieurs logiciels sous réserve de diplôme adéquat couvant les matières approuvées. 